# Tessa Parkinson
Tessa Parkinson (Perth, 22 de setembro de 1986) é uma velejadora australiana. campeão da classe 470.

## Carreira
Tessa Parkinson representou seu país nos Jogos Olímpicos de 2008, na qual conquistou a medalha de ouro classe 470. 